# Stor engkost
Stor engkost (Climacium dendroides) er et meget almindeligt mos på enge i Danmark. Det videnskabelige artsnavn dendroides betyder 'træagtig' (af græsk dendron træ) og hentyder til, at mosset ligner et lille træ pga. sin skudbygning.